# Kőszegszerdahely
Kőszegszerdahely község Vas vármegyében, a Kőszegi járásban, az osztrák határtól (a Bozsok-Rohonc közti határátkelőhelytől) közúton 5 kilométerre. Magyarország első natúrparkja, az Írottkő-Natúrpark egyik alapítója volt 1997-ben. A központi belterületen kívül lakott külterületei: Ereszténymajor, Fűtelekmajor, Zsáperhegy.

## Földrajzi fekvése
Magyarország földrajzi kistájainak katasztere szerint a település nyugat-magyarországi peremvidék nagytáj Alpokalja középtájának Vas-hegy és Kőszeghegyalja kistájához tartozik. A Szerdahelyi-patak mentén fekszik, Kőszegtől 7 kilométerre délnyugatra, Szombathelytől 15 kilométerre északnyugatra. Távolsága Budapesttől 238, Bécstől pedig 118 kilométer.
A község közigazgatási területét a Velem és Cák között elterülő Velemi-mező két, földrajzilag elkülönülő részre osztja ketté. Lakóterülete a közigazgatási terület nagyobbik, délkeleti részének az északi harmadában helyezkedik el. A lakóterületet a környezetükből 50–60 méterre kiemelkedő dombok övezik. A Kőszegi-hegység turistatérképe szerint a dombok megnevezése és magassági adatai a következők:
| Irány a templomtól | Domb neve   | Tengerszint feletti magasság |
| ------------------ | ----------- | ---------------------------- |
| ÉK                 | Ró-hegy     | 330 m                        |
| DK                 | Irtás-hegy  | 352 m                        |
| DDK                | Mogyorós    | 343 m                        |
| NYDNY              | Zsáper-hegy | 347 m                        |

A helybeliek az Irtás-hegy nevet nem használják, hanem csak magassági pontnak nevezik a Tilamos-erdő és Irtás-dűlő közötti dombot. A Tilamos név a tilalmas szó megfelelője, minthogy a nyugat-dunántúli nyelvjárásban az "l" hangot gyakran elhagyják. A térkép szerinti Mogyoróst Kiserdőnek nevezik helyileg, itt található a Westel-torony.

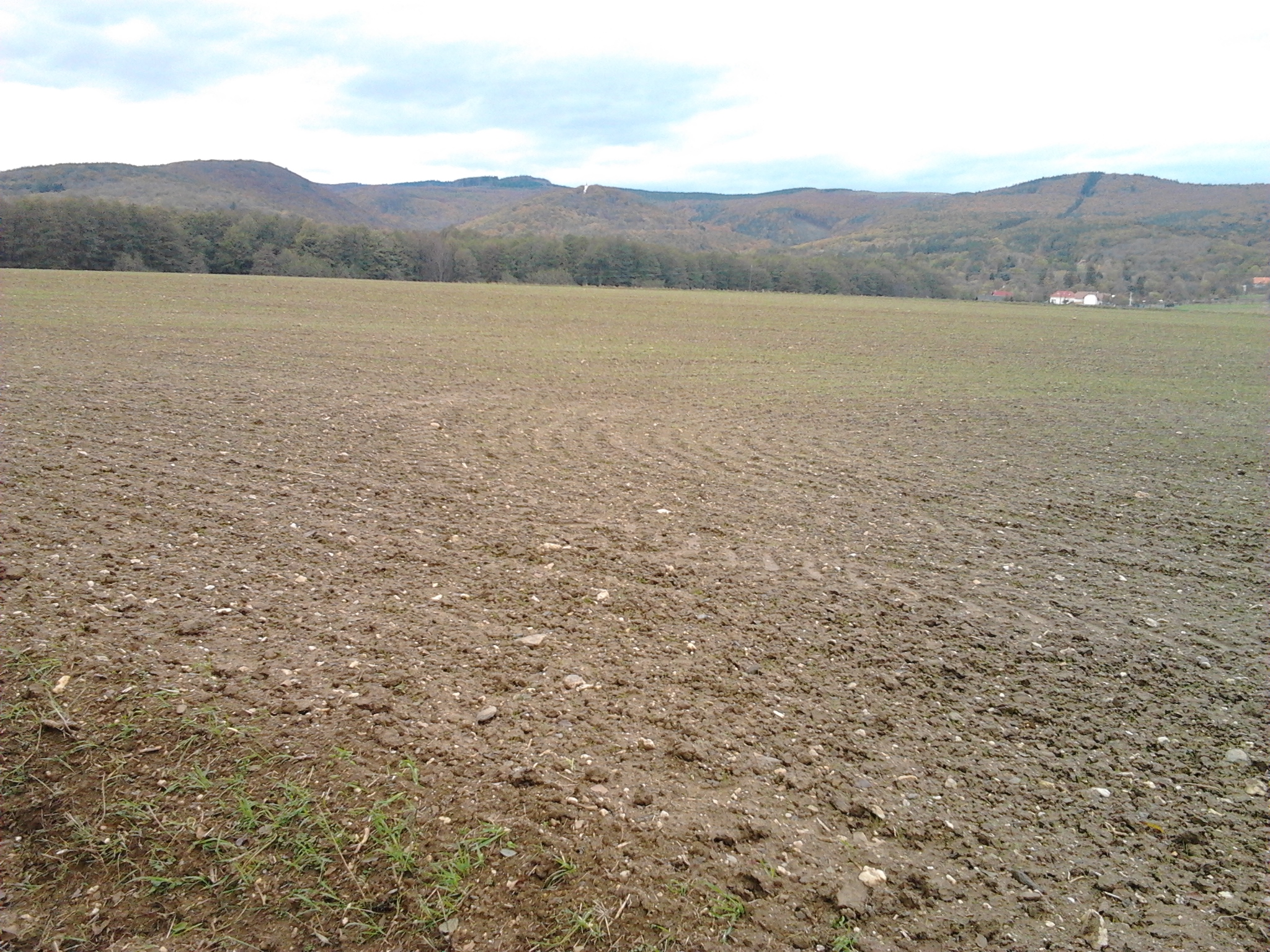
A Velemi-mező dűlő; háttérben a Szent Vid-hegy a kápolnával és a Kendig-hegy a villanysávval

Nyugaton a község lakott területének vége egyúttal községhatár is. A ma Malommúzeumként működő egykori Schulter-malom már Velem községhez tartozik. A Velemi-mezőn túl a Kőszegi-hegység délkeleti oldalán fekszik a község közigazgatási területének kisebbik, északnyugati része, itt szőlők, gyümölcsösök és erdők vannak. Ez a terület beleesik a Kőszeg-Cák-Velem-Bozsok vonalon végighúzódó szelídgesztenyés-tölgyes sávba, ahol feltehetően az ország legnagyobb összefüggő, ráadásul őshonos szelídgesztenye állománya található. Ennek a területrésznek az Ereszténymajor (a Kőszegi-hegység turistatérképén: Wisinger major, a turistautak.hu honlapon Wiesingermajor ) a központja, ahol 400 méter tengerszint feletti magasságon található a magyarországi faóriások és famatuzsálemek között nyilvántartott 120 éves Atlaszcédrus (Cedrus atlantica). A község közigazgatási határa a Velemhez tartozó, 502 méteres magasságban fakadó Borha-forrás felett belenyúlik a Kőszegi-hegységbe.
A szomszédos települések: észak felől Cák, kelet felől Kőszegdoroszló, délkelet felől Perenye, délnyugat felől Bozsok, nyugat felől pedig Velem. Az országhatár osztrák oldalán a legközelebbi település a mintegy 8 kilométerre fekvő Rohonc (Rechnitz).

### Megközelítése
Csak közúton közelíthető meg, a 87-es főút lukácsházi szakasza, illetve Bozsok-Rohonc felől a 8718-as, Kőszeg városa felől pedig a 8719-es úton. Északnyugati szomszédjával, a zsáktelepülésnek számító Velemmel a 87 126-os számú mellékút kapcsolja össze.

## Megközelítése

### Közúton
A település Kőszeghegyalja úthálózatának a központja. A Kőszegi-hegység és a Gyöngyös-patak közötti terület közlekedési hálózatának természetes támpontjai ősidőktől fogva a patakvölgyek. A 8-as főuttól Szombathely és a kőszegi határátkelőhely felé vezető 87-es főútról Lukácsházánál nyugatra leágazó 8718-as út a kőszegszerdahelyi templommal szembeni hídig a Szerdahelyi-patak völgyének északi oldalán halad. Ez az út a falu keleti részén fut össze az ugyancsak a 87-es főútból a kőszegi vasútállomásnál a Gyöngyös-patakon áthaladó, északnyugati irányba elágazó, majd nyugati, később délnyugati irányba forduló 8719-es úttal. A kőszegszerdahelyi Mindenszentek-templomnál a 8718-as út délnek fordul Bozsok felé és innét ágazik el belőle északnyugati irányba a 87 126-os számú mellékút Velem felé.

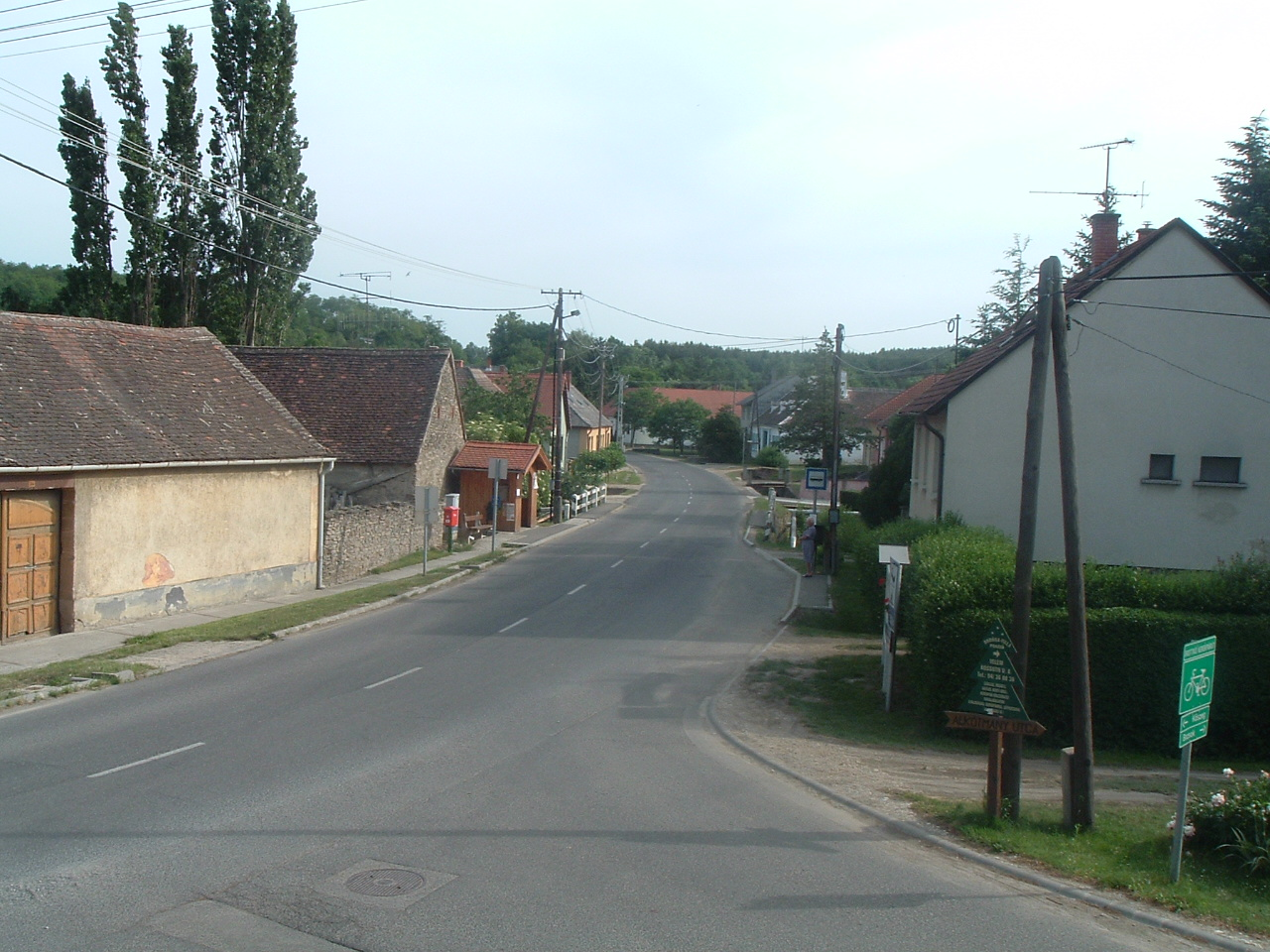
A 8718-as út Kőszegszerdahely központjában, a velemi elágazástól dél felé nézve; a távolabbi villanyoszlop mögött kivehető a Szerdahelyi-patakon áthaladó híd betonkorlátja

Velem túlsó végétől a Kőszegi-hegység oldalában az 1960-as években épített Terv-út vezet Kőszegre, több helyen szerpentines szakaszokkal. Bozsok túlsó végén ismét elágazik az út. A 8718-as út nyugatra a rohonci határátkelőhelyhez vezet, dél felől viszont becsatlakozik a Szombathely felől Bucsu községen keresztül érkező 8717-es út. Utóbbi az 1990. évi rendszerváltásig a vasfüggönynek nevezett határsávon/nyomsávon  belülre esett, ezért közúti közlekedésre nem volt használható.
Kőszegszerdahely tehát közúton Szombathely felől és Kőszeg felől is kétféleképpen is megközelíthető: a megyeszékhely északnyugati részétől (Olad) előbb nyugatra, majd Bucsutól északra és Bozsoktól északkeletre haladva, illetve Szombathelyt északi irányban a 87-es főúton elhagyva Lukácsházánál nyugatra kanyarodva, Kőszeg felől pedig a várostól délnyugati irányba haladó 8719-es úton, vagy a Terv-úton keresztül. Ugyanakkor a község közigazgatási területével délkeletről határos Perenye közvetlenül csak földúton keresztül érhető el, közúton csak Kőszegdoroszló, Lukácsháza és Gencsapáti községeken keresztül, 12 kilométeres kerülővel.

### Vasúton
A kőszegi vasútállomás 6,5 km-re, a lukácsházi 5,5 km-re, a szombathelyi 18 km-re található. Szombathely közvetlen vasúti összeköttetésben áll a jelentősebb városokkal, így Budapesttel, Győrrel, Péccsel, illetve közvetve, Szentgotthárdon keresztül Graz-cal, és Sopronon keresztül Béccsel, illetve Bécsújhellyel.

### Repülőterektől való távolság
| Ország                                                 | Főváros/Egyéb település | Távolság (km) | Repülőtér                  | Távolság (km) | Idő      |
| ------------------------------------------------------ | ----------------------- | ------------- | -------------------------- | ------------- | -------- |
| Egyes fővárosoktól és repülőtereiktől való távolságok: |                         |               |                            |               |          |
| Szlovákia                                              | Pozsony/Bratislava      | 136           | Airport Bratislava         | 146           | 2 ó 54 p |
| Magyarország                                           | Budapest                | 238           | Liszt Ferenc Nk. Repülőtér | 257           | 4 ó 31 p |
| Horvátország                                           | Zágráb/Zagreb           | 210           | Zračna luka Zagreb         | 236           | 3 ó 49 p |
| Szlovénia                                              | Ljubljana               | 283           | Aerodom Ljubljana          | 285           | 4 ó 24 p |
| Ausztria                                               | Bécs/Wien               | 118           | Flughafen Wien-Schwechat   | 119           | 2 ó 30 p |
| Egyéb repülőterektől való távolság:                    |                         |               |                            |               |          |
| Magyarország                                           | Győr                    | 103           | Győr-Pér                   | 130           | 2 ó 37 p |
| Magyarország                                           | Sármellék               | 102           | Hévíz-Balaton Airport      | 114           | 2 ó 45 p |
| Ausztria                                               | Graz                    | 107           | Flughafen Graz             | 110           | 1 ó 47 p |

## Közélete

### Polgármesterei
- 1990–1994: Udvardi László (független)[12]
- 1994–1998: Udvardi László (független)[13]
- 1998–1999: Udvardi László (független)[14]
- 2000–2002: Molnár János László (független)[15][16]
- 2003–2003: Bíró András János (független)[17]
- 2004–2006: Acél Erzsébet (független)[18]
- 2006–2010: Acél Erzsébet (független)[19]
- 2010–2014: Takács Péter László (független)[20]
- 2014–2019: Takács Péter László (független)[21]
- 2019–2024: Takács Péter László (független)[22]
- 2024– : Nagy András (független)[3]

A településen 2000. február 6-án időközi polgármester-választást tartottak, az előző polgármester lemondása miatt.
A következő rendes választási évben, 2002-ben sem polgármester-, sem képviselő-testületi választást nem lehetett tartani Kőszegszerdahelyen, elegendő számú jelölt hiányában. Az emiatt szükségessé vált időközi választást 2003. április 27-én tartották meg, ezúttal nem kevesebb, mint öt polgármesterjelölt részvételével. A megválasztott faluvezető viszont még az év vége előtt elhunyt, ezért 2004. január 18-án újabb időközi választást kellett tartani.

## Népesség
Az 1784. évi első magyarországi népszámláláskor Szerdahely lakossága (jogi népesség) 253 fő volt. Fényes Elek, 1851-ben 351 főről írt. Dvorzsák János az 1891. évi népszámlálás alapján átdolgozott Helységnévtárban Szerdahely és Felső-Fűtelek helységnév alatt 391 római katolikus és 1 ágostai hitvallású lakost említ. A 19. század végi helyzetet tükröző, Borovszky Samu által összeállított, Magyarország települései könyv Vas megye kötetében 408 fővel szerepel Kőszegszerdahely, az 1910. évi népszámláláskor pedig 443 lakosú volt a falu (anyanyelv szerint 433 fő (97,74%) magyar, 9 fő (2,03%) német, 1 fő (0,26%) egyéb anyanyelvű volt). Az első világháború hatására a falu lakossága csökkent, majd ezt követően, 1930-ig emelkedett. Ekkor 496 fő volt a népesség. Ezt követően hosszú ideig csökkent vagy stagnált a lakosság száma, az 1930. évi szintet pedig csak 2004-2008-ban érte el, illetve haladta meg újra.
A 2001. február 1-i népszámlálás adatai szerint Kőszegszerdahely belterületén 485 fő lakott 187 lakásban. A külterületeken lévő 3 lakóépületből csak az Ereszténymajor volt lakott 4 fővel, a Fűtelekmajorban és a Zsáperhegyen lévő lakóépületben nem laktak. A település lakosságszáma ezt követően 2006-ig 509 főre növekedett, majd csökkenni kezdett, amit csak 1-2 évben szakított meg a létszám növekedése. 2016 elején 464 fő lakott 199 lakásban
A 2011-es népszámlálás során a lakosok 87,7%-a magyarnak, 6,6% németnek, 0,6% horvátnak, 0,2% románnak, 0,2% szlováknak mondta magát (12,3% nem nyilatkozott; a kettős identitások miatt a végösszeg nagyobb lehet 100%-nál). A vallási megoszlás a következő volt: római katolikus 60,6%, evangélikus 3,8%, református 2,3%, felekezet nélküli 6,8% (24,7% nem nyilatkozott).
2022-ben a lakosság 92,8%-a vallotta magát magyarnak, 5,3% németnek, 0,8% horvátnak, 0,6% szlováknak, 0,2% cigánynak, 0,2% szerbnek, 2,8% egyéb, nem hazai nemzetiségűnek (6% nem nyilatkozott; a kettős identitások miatt a végösszeg nagyobb lehet 100%-nál). Vallásuk szerint 48,3% volt római katolikus, 2,5% református, 2,1% evangélikus, 0,2% görög katolikus, 1,3% egyéb keresztény, 0,2% egyéb katolikus, 7,5% felekezeten kívüli (37,7% nem válaszolt).
Kőszegszerdahely népességének alakulását 1869-2010. között, a KSH népszámlálási adatai alapján az alábbi diagram ábrázolja:
1990 és 2022 közötti éves bontásban a következőképpen alakult a falu lakossága (év eleji adatok, fő):
Mint az 1990. utáni adatokból látható, a népesség növekedése nem csupán az osztrák határhoz való közelségnek, hanem a tudatos településfejlesztési politikának is köszönhetőː (Hegyi utca beépítése, Nyíres utca kialakítása, lakópark kialakítása a korábbi művelődési házból és annak környékén.)

## Gazdaság

### Kőszegszerdahelyi vállalkozások
Jelentősebb, 100 millió forint éves forgalmat meghaladó, kőszegszerdahelyi vállalkozások:
| Cég neve                          | Alapítás éve | Létszám | Nettó árbevétel (2012, ezer Ft) | Cégkivonat                                                                         |
| --------------------------------- | ------------ | ------- | ------------------------------- | ---------------------------------------------------------------------------------- |
| Fűtelek Major Kft.                | 2001         | 4 fő    | 239 652                         | http://www.ceginfo.hu/ceg/futelek-major-kft-2050215.html#cegkivonat                |
| Németh Parkett és Építőanyag Kft. | 1996         | 2 fő    | 344 750                         | http://www.ceginfo.hu/ceg/nemeth-parkett-es-epitoanyag-kft-2052400.html#cegkivonat |

### Művelési ágak
A község területe művelési ágak szerint a következő megoszlást mutatja:
Kőszegszerdahely területének művelési ágak szerinti megoszlása
| Művelési ág       | Terület (m²) | Megoszlás (%) |
| ----------------- | ------------ | ------------- |
| erdő              | 1544642      | 21,0          |
| fásított terület  | 63637        | 0,9           |
| gyep (legelő)     | 47642        | 0,6           |
| gyep (rét)        | 455309       | 6,2           |
| gyümölcsös        | 678719       | 9,2           |
| kert              | 54839        | 0,7           |
| művelésből kivett | 941328       | 12,8          |
| szántó            | 3498809      | 47,5          |
| szőlő             | 82802        | 1,1           |
| összesen          | 7367727      | 100,0         |

## Története
A Belső Vidráb dűlőben, a volt termelőszövetkezet istállóitól 350 m-re keletre, a Szerdahelyi-patak felé lejtő oldalon 2002-ben rézkori és bronzkori megtelepedésre utaló leleteket azonosítottak Ilon Gábor régész vezetésével.  A késő vaskorban a község területén egy kelta település állt. A római korban a Völgy-dűlőben téglaégető kemencék működtek. Később is folyamatosan lakott volt, erre utal az itt talált népvándorláskori temető is.

### Középkor
A falu helyén már a tatárjárás előtt is létezett piachely. A mai községet a vasvári káptalan előtt 1279-ben keletkezett okirat Zerudahel néven említi először, a Németújvári/Kőszegi Henrik bán fiai között felosztott helységek sorában. A falu Szent Vid várával, Bosuk, Welem és Chak helységekkel együtt került Németújvári/Kőszegi Miklós birtokába, tehát Szent Vid vár tartozéka volt ebben az időben. A birtokfelosztásra nem közvetlenül Kőszegi Henrik bán halála után került sor, mivel azt követően a Kőszegiek kegyvesztetté váltak. Ezért feltételezhetjük, hogy a felosztott községek már Henrik bán 1274-ben bekövetkezett halálakor is léteztek. Az Árpád-kor vége azonban Szent Vid várának a végét is jelentette. A várat az osztrák határszélen lévő több erősséggel együtt, a III. Endre magyar király és Albert osztrák herceg által megkötött 1291. évi békeszerződés értelmében, a herceg által Magyarországtól elszakított részek visszaadásának fejében, le kellett rombolni. Úgy tűnik, hogy a szentvidi vár lerombolása után Szerdahely - a környékbeli falvakkal együtt - a rohonci (ma Rechnitz Ausztriában) vár tartozéka lett. Legalábbis így említik  a falut 1374-ben, Zerdahel alakban , ekkor már vásártartási joggal rendelkezett, ahol szerdai napokon tartották a vásárokat. Ebben az időben valószínűleg a környék gazdasági központja volt. A falu temploma is állt már a 14. században, eredetileg román stílusú volt. De miután a Rohoncziak nem esküdtek fel hűségére, Zsigmond király 1405-ben uradalmukat a Garai családnak adományozta. E család férfiágának kihalása után Mátyás király Bozsokot és Szerdahelyt kivette a rohonci uradalomból és azt önálló nemesi birtokként előbb tolnai Bornemisza János, majd halála után a Sibrik család birtokolta.
Szerdahely a 16. századig Rohonc várának tartozéka. 1374-ben Rohonc várának urai, Németújvári Miklós – akit Kokosnak is neveztek- leszármazottai már a Rohonczi nevet használják. A Rohoncziak hűtlensége folytán azonban 1404-ben Garai Miklós (nádor) és János kapták meg a várat és vele Szerdahely, Czák, Velyem, Bozsok, Hodász, Inczéd, Csajta és Perenye birtokát is. III. Frigyes német császár, amint tudomást szerzett az 1444. évi várnai csata eredményéről és I. Ulászló király haláláról, elérkezettnek látta az időt Magyarország megtámadására. 1445-ben el is foglalta Kőszeg és Rohonc várait. Mátyás király (1458-1490) visszafoglalta Rohonc várát, sőt Pesnitzer Ulrik rohonci várkapitány jelentős szerepet vállalt abban, hogy Stájerországba való betöréseivel megakadályozza a stájer és az ausztriai csapatok egyesülését Mátyás király ausztriai hadjárata alatt, amelyről nemzeti himnuszunk is megemlékezik: "Nyögte Mátyás bús hadát Bécsnek büszke vára." Mátyás halála után azonban Frigyes rögtön visszakövetelte az általa korábban birtokolt területeket, az 1463. évi állapotok szerint. II. Ulászló magyar királynak nem volt ereje ellenállni a császár követeléseinek. Kőszeg környéke így 1491-től több mint 150 évre osztrák birtok lett, csak a harmincéves háború után, 1649-ben került vissza újra Magyarországhoz. A Kőszeget sikertelenül ostromló török sereg1532-ben Szerdahelyt is elpusztította. Az egyházlátogatási jegyzőkönyv szerint 1548-ban már önálló plébánia volt a faluban, lakói nem sokkal később evangélikusok lettek.
A 16. század elején a Sibrik család birtoka lett, később rohonc-szalónaki uradalom részeként a Batthyány és Nádasdy családok birtoka. Vas vármegye közgyűlési jegyzőkönyvében 1596. december 8-án feljegyezték, hogy "Batthyány Ferenc (magnificus) protestációt terjesztett elö Csemethey István (egregius) ellen, aki Sibrik Oszvald Szerdahely possessióban, ezen vármegyében lévő jószágait zálog címén vagy valamilyen más jogcímen, mint mondják, megszerezte. A protestáló ugyanis a mondott jószágoknak közvetlen birtokszomszédja, tehát a vásárlás mindenki más előtt őt illette volna meg, s e jószágok birtokában senki idegent nem is akar megtűrni."
1697-től van feljegyzés a tanítóról. Katolikus plébánia 1698-tól 2009-ig működött a faluban. 2021-től újra önálló plébánia.
Az 1720. évi országos összeírás alkalmával Szerdahely a rohonci urodalomhoz tartozott, szántóföldjén kétnyomásos gazdálkodás folyt. szántóföldjén kívül volt rétje, szőlője, legelője és erdőhasználata. Az összeírás a következő adózókat sorolta fel Szerdahelyen: Fekete István, Fekete György, Szalady János, Szalady Mihály, Szalady Mihály, Kovács Mihály, Niko Miklós, Bende István, Takács János, Golobics György, Horvát János, Német György, Niko György, Horvát Mihály, Kranyacz Jakab, Kovács János, Arbet Mátyás, Kovacsich György, Horvát György, Horváth Mihály, Fekete János, Ulasich Mihály, Bilics György, Csurák György, Jámbor János, Francsich Miklós, Latarics János, Bratarics György, Poncsoch István, Horvát György, Kecskés János, Papis György.
1744-ben a falunak 1 takácsa volt, és a helyi gazdák mellett 27 velemi birtokos is gazdálkodik itt. Kocsmáztatás Szent Mihály ünnepétől karácsonyig tartott. A robotban agyonhajszolt jobbágyok panaszai a 18. század közepétől egyre szaporodnak. Batthyány Lajos nádor körmendi, bozsoki és szerdahelyi parasztjainak folyamodványa 1765 márciusában a Mária Terézia királynő elé került. A panaszok az elviselhetetlen földesúri szolgáltatásokról, különösen a hatalmasra növekedett robotról szóltak. A Batthyány család falvai azt is panaszolták, hogy földesuruk megvonta tőlük a szabad bíróválasztás jogát. Az úr által kinevezett bíró nem a falu érdekét, hanem az úr dolgát szolgálta.
Az esztendő második felében az egész vármegyére kiterjedő paraszti elégedetlenség nem hozott gyors eredményt. Csak 1767. január 13-án készül el a Mária Terézia-féle úrbéri rendelet. Bár az urbáriumot sok helyen nem akarták elfogadni a parasztok, a legsúlyosabb terhekkel sújtott településeken – így a Batthyányak rohonci uradalmában is – segített, könnyített a jobbágyság helyzetén. Ez a rendelet rögzítette az egy egész telek után az évi 52 nap igás vagy 104 nap gyalogrobotot.
Az 1767 évi urbáriumának végrehajtásakor Szerdahelyen gr. Batthyány József (érsek) 4 1/8 jobbágytelekkel rendelkezett, amelyhez 103 hold földterület, 17 jobbágy, 11 házas zsellér és 2 házatlan (más házában lakó) zsellér tartozott. Sibrik Lászlónak 3 1/2 jobbágytelke volt a faluban, amelyhez 88 hold földterület, 19 jobbágy és 2 házas zsellér tartozott. Szerdahelyen a helyiek a tilalom ellenére kitermelték a Zsápereket, amely eredetileg erdő volt, majdan ültetvényes szőlővé és gyümölcsössé alakították. A jobbágyok megélhetését erdészkedés és bérmunka egészítette ki.
1743-ban Pollak Mihály volt plébános és tanító. 1770-ben Deáky Mátyás tanít, télen is akár 20-30 főt.
A 18. század végén Vályi András földrajztudós így jellemzi a falut: "SZERDAHELY. Magyar falu Vas Várm. földes Urai több Urak, lakosai katolikusok, fekszik Kőszeghez 1 mértföldnyire; határja jó, borai jelesek, piatzok alkalmatos."

### 19. század
Fényes Elek Magyarország geográfiai szótárában (1851) így mutatja be a falut: "Szerdahely, magyar falu, Vas vmegyében, Kõszeghez 1 óra, a szombathelyi országutban, 354 kath. lak., és paroch. szentegyházzal. Jó bor. Középszerû szántóföld. F. u. a rohonczi uradalom és a Sibrik nemzetség."
Vas vármegye 1857. évi kataszteri térképe Szerdahelyen 57 házat tüntet fel. A kataszteri térképen utcanevek nem szerepelnek. A térkép számozása szerint az 1-16. számú házak a templomtól lefelé (azaz Doroszló felé) az út bal oldalán helyezkednek el. Ezeknél a házaknál, illetve a hozzájuk tartozó telkeknél a tulajdonosok neveit is feltünteti a térkép:
- 1. Szerdahelyi Katolikus Plébánia (itt ma is a plébániaépület található),
- 2. Horváth János
- 3. Kecskés Berta (a keresztnév a cáki Felső-erdőnél található listában található meg)
- 4. [nem olvasható]
- 5. Pepits József
- 6. Takacz Gőrgelné (a házszám és a név olvashatóan szerepel a cáki Felső-erdőnél található listában)
- 7. Kováts László
- 8. Legetits István
- 9. Jancsó Ferenc
- 10. Bencze István
- 11. [nem olvasható]
- 12. [nem olvasható]
- 13. Horváth Márton
- 14. Héra István
- 15. Banga János
- 16. Pápai György

A 17-35. házak az út másik, patak felőli oldalán, illetve a patak után Bozsok felé a bal oldalon helyezkednek el. A térkép itt nem tüntet fel tulajdonosokat. A cáki Felső-erdőnél azonban található egy lista "H. N. von Szerdahely" fejléccel, ami minden bizonnyal szerdahelyi házszámokra utal. Eszerint:
- 22. Naisz József
- 24. Vinkó Mihályné
- 25. Kowats János
- 26. Bálás Márton
- 30. Segedy Jánosné
- 34. Balaszkovits László

Ismét a másik oldalon visszafelé, azaz Bozsok felől a templom felé haladva találjuk 36-42. házakat. A tulajdonosok a következők:
- 36. ifjabb Horváth János
- 37. Balaskovits László
- 38. Pontyos János
- 39. Frantsits Mihály
- 40. [a térkép nem jelöl tulajdonost]
- 41. Horváth Mihály
- 42. Drenovátz Jánosné

Velem felé a bal oldalon három ház található a térképen. A 43. ház Drenovátz Jánosné telkének Velem felőli végén található, a 44-45. számú házak pedig Horváth (Bakócz) János telkén. Az út másik oldalán ismét visszafordul a számozás Velem felől a templom felé (46-54. házak), tulajdonos sem ezeknél a házaknál, sem a jelenlegi Hegyi út mentén fekvő három háznál (55-57.) nem szerepel.
A kataszteri térkép szerint a falu legnagyobb föld- és erdőtulajdonosai
- Gróf Batthyány Gusztáv Rohonc grófja,
- Sibrik Mihály Poschendorf (azaz Bozsok) ura,
- Horváth (Bakócz) János és a
- Szerdahelyi Katolikus Plébánia

voltak.
A 19. századtól körjegyzőség székhelye volt. Az 1898 évi IV. törvénycikk alapján 1907-ben kapta a Kőszegszerdahely nevet, megkülönböztetve az ország számos Szerdahely nevű településétől.
Vas vármegye monográfiájában "Szerdahely, 62 házzal és 408 magyar lakossal. Vallásuk r. kath. és ág. ev. Postája és távírója Kőszeg. A körjegyzőség székhelye. Hajdan Zerudahely néven szerepelt és Szent-vid várához tartozott, sőt annak egyik elővédét képezte. Régi templomának tornya az erődítvény egyik tornyából készült. Plébániája 1698-ban már fennállott. Földesura a Batthyány – és a Sibrik -család volt."

### 20. század
1910-ben 443 magyar lakosa volt, Vas vármegye Kőszegi járásához tartozott.
Az I. világháború kőszegszerdahelyi áldozatai:
- Balázs János (hősi halált halt 1916. február 21-én Stájerországban, 35 éves volt)
- Gábriel János (sz. 1878-ban. Hősi halált halt 1917. augusztus 9-én az Ojtozi-szorosban, az 586-os magaslaton nyugszik)
- Héra István (eltűnt)
- Horváth József
- Kovács Ferenc (eltűnt)
- Kovács József
- Naudl Gyula (hősi halált halt 1917. augusztus 13-án, 19 éves volt)
- Naudl János
- Szigeti István
- Szigeti János
- Takács Elek (hősi halált halt 1914. október 16-án Tarnow-nál, 25 éves volt)

1920-ban Bódiss István r. k. plébános kezdeményezésére Kőszegszerdahelyen is "Hangya" Szövetkezet alakult.
Az 1946. évi földreform során 156 kh földet osztottak ki 33 igénylő között.
A villanyt csak 1957-ben vezették be Kőszegszerdahelyen (50 ével később mint a 6 km-re lévő Kőszegen). 1962-ben épült a mai iskolaépület 5 tanteremmel (az alsó 4 osztálynak egy tanterem és az 5-8. osztályoknak külön-külön tanterem) és egy politechnikai szobával, jelenleg a Kőszegi Kistérség összevont intézményének tagiskolája. 2013-ban jubileumi ünnepség és kiállítás keretében emlékeztek meg az iskola fennállásának 50. évfordulójáról. ˞2016-ban bezárt az iskola. 2020-tól az épületben Waldorf iskola működik.
1980-ban megalakult a Kőszegi Tájvédelmi Körzet, amelynek része lett a Zsáperek dűlő és Felső-hegy is.
Lakóterületei az 1980-as években a hegy felé jelentősebben bővültek a Hegyi utca beépítésével. Az 1990-es évektől a Nyíres utca és a Kőszegi utca végének beépítése történt meg.

## Nevezetességei

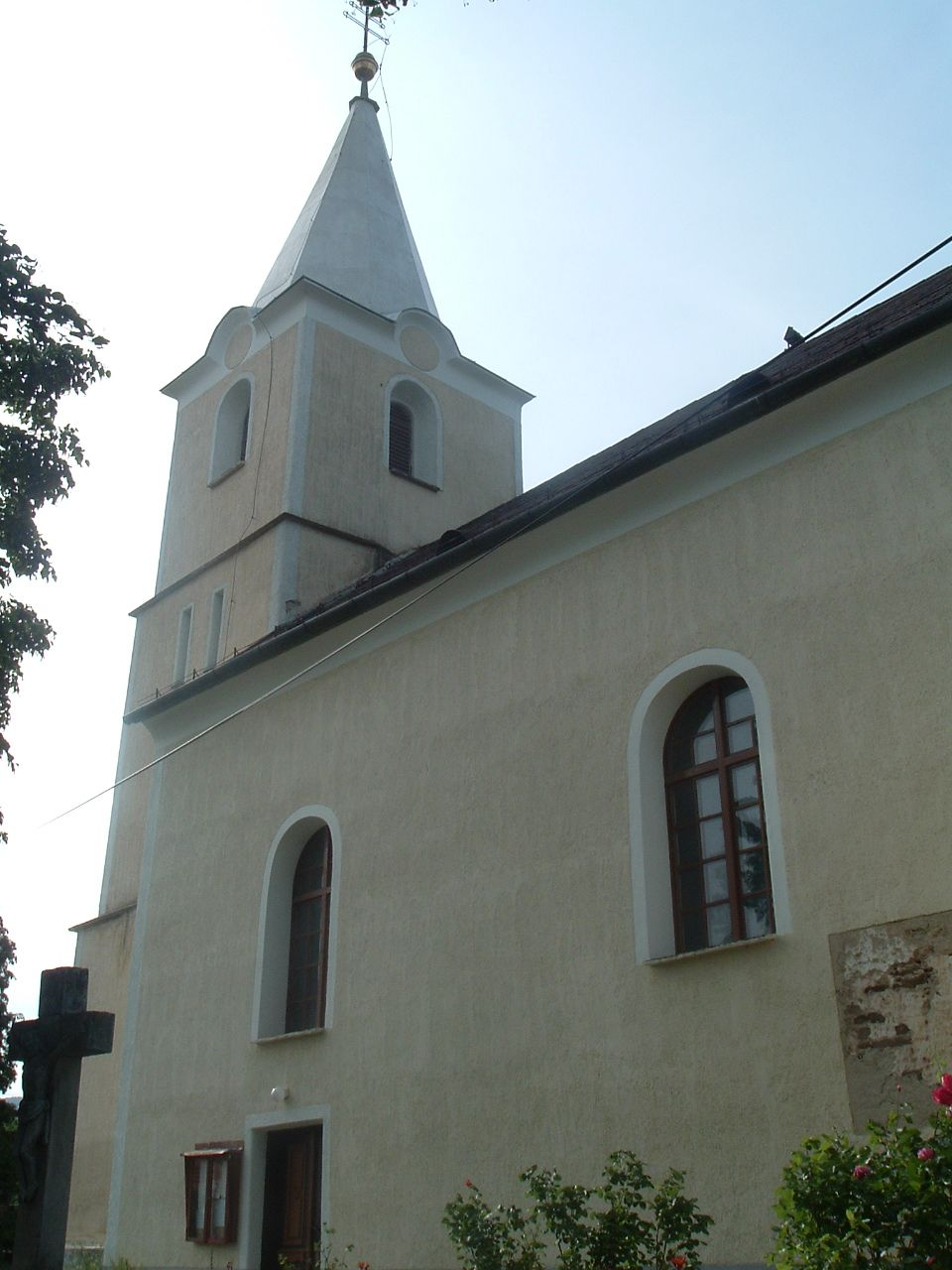
A római katolikus templom

### Mindenszentek temploma
A Mindenszentek tiszteletére szentelt római katolikus temploma középkori eredetű, erődített templom volt. A 18. században építették át úgy, hogy 1744-ben előbb a hajót, majd 1752-ben a tornyot korszerűsítették. 1757-ben már három oltára és fa szószéke is állt. A köritőfal kapujának pilléreit Szent Flórián és Nepomuki Szent János szobrai díszítik. Az 1975. évi restaurálás során román kori ablakok és a déli oldalon egy befalazott kapu került elő. A sekrestye felől egy kálvária jelenet ábrázolása vált láthatóvá. A középkori templomból maradt meg még a keresztelőmedence is. A templom sírboltja a Sibrik család temetkezőhelye.

### Néprajzi Kiállítás
Lakner Győzőné tanárnő, a honismereti szakkör vezetőjének irányításával még az 1970-es években elkezdték gyűjteni a régebbi falusi élet tárgyi emlékeit, szerszámokat, edényeket, bútorokat, ruhákat. A tárgyi emlékek közül több az 1973-ban nyílt Vasi Múzeumfalúba került. Egy szobára való tárgyi emlékből 2004-ben az akkori községháza egyik szobájában kiállítást rendeztek be és nyitottak meg.

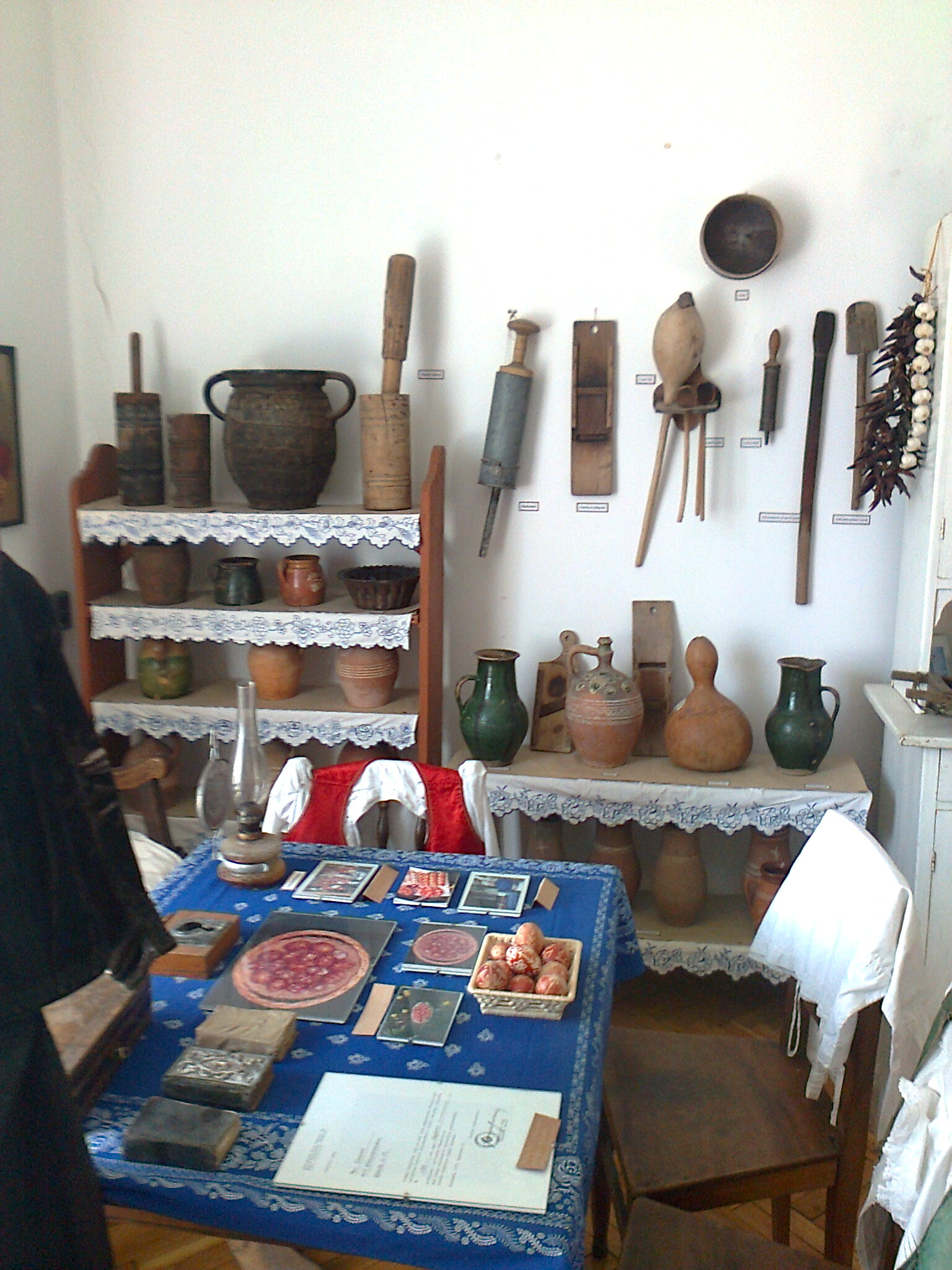
Részlet a Néprajzi Kiállításból.

### Pincék
A szőlő-gyümölcs gazdálkodás legfrekventáltabb színtere a Velem felé eső Felső-hegy, azonban a többi zártkertben is találunk építészetileg kiemelkedő, szép pincét. A települést körülvevő szőlőhegy pincéi közül a Felső-hegy 10-es szám alatti pince és présház műemlékileg védett. 1796-ban a lejtőbe épült, téglalap alaprajzú, boronafalú, zsúpfedésű építmény előreugró csonkakontyos, deszkázott oromzatú. Az évszám a régi vasalású homlokzati tölgyfaajtón látható. A műemlék pincétől keletre van egy kicsiny boronafalas pince, de akad ma már csak romos állapotban lévő kőfalazatú pince, vagy szintén kőfalazatú többsejtű hosszú pince is a domboldalban. A Petőfi utcából indulva megbúvó Zsáperek dűlőben is találunk régi építésű pincét, egyszerű kialakítással, nyeregtetővel.

### Ereszténymajor
A település lakott területétől a Velemi-mező által elválasztott északnyugati közigazgatási területrészen lévő az Ereszténymajorban áll a 120 éves Atlaszcédrus.

### Fűtelekmajor
A község déli felén lévő gazdasági udvar és lakóhely. A major az Ambrózy grófi családé volt az államosítás előtt. A családot szeretettel emlegetik Perenye lakói, mivel a község népe az 1849-es nagy kolerajárvány idején fogadalmat tett: minden esztendő szeptemberében a fájdalmas Szűz Anya ünnepét követő 2. vasárnap elzarándokol Szent Vid kápolnájába. A búcsújárás a perenyei Szent Ágota-templomból indul és érinti Fűtelek–Kőszegszerdahely–Velem–Szent Vid (oda-vissza 26 km) állomásokat.

## Látnivalók a környéken

### Malommúzeum
Mint utaltunk már rá, a Velemhez tartozó Malommúzeum (volt Schulter-malom) közvetlenül Kőszegszerdahely lakott területének a végéhez csatlakozik. Megközelítéséhez a kőszegszerdahelyi templomnál Velem felé kell fordulni. A Malommúzeummal szemben gépkocsi parkoló található. A látogatási idő korlátozott, arról nem árt előre érdeklődni.

### Szent Vid kápolna
A Kőszegszerdahely legtöbb pontjáról jól látható, 589 m magasan fekvő kápolna Velemen keresztül közelíthető meg. A velemi Alkotóház (hátul a kertben itt található a Koronabunker is) utáni buszfordulóban jobbra kell kanyarodni. Gyalog az út bal oldalán a Szentvidi-patak völgyében is folytathatjuk az utunkat. A közút jobb oldalán pedig egy-egy rekonstruált bronzkori és kelta házat láthatunk, majd az Avar szálló után találunk gépkocsi parkolót, innét a kék várrom jelzésű turistaúton, ami egyben a Kultúrák hegye tanösvény is, 20-30 perc alatt érhetünk fel gyalog a templomhoz. A templom búcsúja Szent Vid vértanúságának a napján június 15-én, illetve az azt követő vasárnap van. Ekkor szombaton és vasárnap is van mise a templomban. A Szent Vid búcsút sokan megtartják Kőszegszerdahelyen is, mivel a falu templomának búcsúja estéjén, a halottakra való emlékezés miatt nem lehet bált tartani. A perenyeiek szeptember végi búcsújárása alkalmából szintén e templomban tartanak szentmisét. (2013-ban Seregély István volt egri érsek celebrálta a perenyei búcsú szentmiséjét.)

### Cáki műemlék pincesor
Kőszegszerdahely északnyugati közigazgatási területrészének észak-keleti határát a Cáki-patak alkotja. A Natúrpark kerékpáruton északkelet felé a patakon áthaladva rögtön a cáki műemlék pincesornál vagyunk. Itt 19. század második felében pusztító filoxszéra járványnak "köszönhetően" az akkori pincéket nem bontották le és nem építettek helyettük újakat, így a teljes pincesor jó 150 évvel ezelőtti falusi hangulatot áraszt.

## Híres (volt) kőszegszerdahelyi lakosok

### Egyházi személyek
- Seregély István egri érsek. 1974-1981-ig volt kőszegszerdahelyi plébános.
- Wlasics János tb. kanonok, 1776-tól a szentszék ülnöke. 1763-1779-ig volt Szerdahely plébánosa.
- Fekete Szabolcs Benedek szombathelyi segédpüspök 2022-től.

### Gyógypedagógus
- Reményi Tamás gyógypedagógus, szenzoros integrációs terapeuta, egyetemi oktató.  A Magyar Gyógypedagógusok Egyesületének elnöke 2021. dec. 17-től.

### Művész
- Lakner Tamás Liszt Ferenc-díjas karnagy, egyetemi tanár, a Szélkiáltó együttes alapítója és vezetője. A kétszeres olimpiai bajnok pécsi Bartók Béla Férfikar és a Pécsi Tudományegyetem Egyetemi Kórusának karnagya. Az 1993-ban életre hívott Európai Bordalfesztivál művészeti vezetője. 2013-tól a Pécsi Tudományegyetem Művészeti Karának dékánja. 2018 júliusa óta Kőszegszerdahely díszpolgára.

### Politikus
- Dr. Básthy Tamás országgyűlési képviselő 1994-2014-ig.

### Sportoló
- Jagodics Zoltán válogatott labdarúgó